# Grooblue
「grooblue」（グルーブルー）は、SUPER BUTTER DOGのアルバム。

## 概要
SUPER BUTTER DOGのラストオリジナルアルバム。

## 収録曲
1. 日々GO GO
作詞：永積タカシ・竹内朋康、作曲：竹内朋康
2. 五十音
作詞：永積タカシ、作曲：TOMOHIKO
3. 嫌な磁場
作詞・作曲：永積タカシ
4. ギャンブルFUNK
作詞：永積タカシ・池田貴史、作曲：池田貴史
5. らばの歌
作詞・作曲：永積タカシ
「LOVERS法」のカップリング曲。
6. マッハ SO BO DO
作曲：池田貴史
7. O.K
作詞：若葉サイクル、作曲：永積タカシ
8. メロンパン
作詞：永積タカシ、作曲：竹内朋康
9. ナンモナイ
作詞・作曲：永積タカシ
10. LOVERS法
作詞：永積タカシ、作曲：池田貴史
11. サヨナラCOLOR
作詞・作曲：永積タカシ